# 독일 수학회
독일 수학회(독일어: Deutsche Mathematiker-Vereinigung, DMV)는 독일 수학자들의 주요 전문 학회로 유럽 수학 학회 (EMS)와 국제 수학 연맹(IMU) 내에서 독일 수학을 대표한다. 1890년 집합론자 게오르그 칸토어를 초대 회장으로 하여 브레멘에서 설립되었다. 창립 멤버로는 게오르크 칸토어, 펠릭스 클라인, 발터 폰 뒤크(Walther von Dyck), 다비트 힐버트, 헤르만 민코프스키, 카를 룽게, 루돌프 슈투름, 헤르만 슈베르트 및 하인리히 베버가 있다.
DMV의 현 회장은 일카 아그리콜라 (2021–2022)이다.

## 활동
창립 회장인 게오르크 칸토어를 기리기 위해 협회는 칸토어 메달을 수여한다. DMV는 《Jahresbericht der DMV》 와 《Documenta Mathematica》 두 개의 과학 저널을 발행한다. 또한 회원을 위한 분기별 잡지인 《Mitteilungen der DMV》 를 발행하고 있다. DMV의 연례 회의를 《Jahrestagung》 이라고 한다. DMV는 전통적으로 오스트리아 수학회 (ÖMG)와 함께 4년마다, GDM( Gesellschaft für Didaktik der Mathematik )과 함께 4년마다 모임을 갖는다. 때로는 다른 학회와 공동으로 회의를 조직하기도 한다(예: 2014년 폴란드 수학회 PTM 또는 2016년 Gesellschaft für Angewandte Mathematik und Mechanik, GAMM와 함께). 1년에 2회 가우스 강연(Gauß Lecture)를 개최하는데 이는 유명한 수학자가 일반인을 대상으로 하는 강연이다.

## 학회의 운영
1995년부터 DMV의 대표는 회장이라고 하는데, 그 이전에는 의장이 대표이었다.
- 1890–1893: 게오르그 칸토어
- 1894: 폴 고든
- 1895, 1904: 하인리히 베버
- 1896, 1907: 알렉산더 폰 브릴
- 1897, 1903 및 1908: 펠릭스 클라인
- 1898: 오렐 보스
- 1899: 막스 뇌터
- 1900: 다비트 힐베르트
- 1901, 1912: 발터 폰 다이크
- 1902: 빌헬름 프란츠 마이어
- 1905: 폴 스테켈
- 1906: 알프레드 프링스하임
- 1909: 마르틴 크라우젤, 드레스덴
- 1910: 프리드리히 엥겔
- 1911: 프리드리히 슈어
- 1913: 칼 론
- 1914: 칼 렁지
- 1915: 세바스티안 핀스터발더
- 1916: 루드비히 키퍼트
- 1917: 커트 헨젤
- 1918: 오토 홀더
- 1919: 한스 폰 망골트
- 1920: 로버트 프리케
- 1921: 에드먼드 란다우
- 1922: 아투르 모리츠 쇼엔플리스
- 1923: 에리히 헤케
- 1924: 오토 블루멘탈
- 1925년: 하인리히 티체
- 1926: 한스 한
- 1927: 프리드리히 쉴링, 단치히
- 1928, 1936: 에르하르트 슈미트
- 1929: 아돌프 크네저
- 1930년: 루돌프 로테, 베를린
- 1931: 에른스트 지기스문트 피셔
- 1932: 헤르만 웨일
- 1933: 리처드 발두스
- 1934: 오스카 페론
- 1935년: 조지 하멜
- 1937: 발터 리츠만
- 1938–1945: 빌헬름 수스
- 1946: 쿠르트 라이데마이스터
- 1948–1952: 에리히 캄케
- 1953, 1955: 게오르그 뇌벨링
- 1954: 헬무트 크네저
- 1956: 칼 하인리히 와이즈
- 1957: 엠마누엘 스퍼너
- 1958: 고트프리트 코에테
- 1959: 윌리 리노우
- 1960: 빌헬름 막
- 1961년: 오트 하인리히 켈러
- 1962: 프리드리히 히르제브루흐
- 1963: 볼프강 해킹
- 1964–1965: 하인리히 벤케
- 1966: 카를 슈타인
- 1967: 볼프강 프란츠
- 1968-1977: 마틴 바너
- 1977: 하인즈 바우어
- 1978, 1979: 헤르만 비팅
- 1980–1981: 게르트 피셔
- 1982–1983: 헬무트 베르너, 본
- 1984–1985: 알브레히트 돌드
- 1986–1987: 볼프강 슈바르츠
- 1988–1989: 빌리 퇴르니히
- 1990: 프리드리히 히르제브루흐
- 1991–1992: 빈프리트 샤를라우
- 1993–1994: 마틴 그로첼
- 1995–1997: 이나 케르스텐
- 1998–1999: 카를하인츠 호프만
- 2000-2001: 게로노트 슈트로트
- 2002-2003: 피터 그리츠먼
- 2004-2005: 귄터 빌덴하인
- 2006-2008: 건터 M. 지글러
- 2009-2010: 볼프강 루엑
- 2011-2012: 크리스천 베어
- 2013-2014: 위르그 크라머
- 2015-2016: 볼커 바흐
- 2017-2018: 마이클 뢰크너
- 2019-2020: 프리드리히 괴체
- 2021-2022: 일카 아그리콜라

## 같이 보기
- 수학 학회의 목록

- 런던 수학회
- 미국 수학회
- 응용수학 및 역학 학회
- 유럽수학회
- 왕립 통계 학회